# Las Hermanas Loyola
Las Hermanas Loyola fue un dúo chileno de música folclórica. Estaba integrado por las hermanas Margot y Estela Loyola.

## Historia
Se formó en 1931, mientras Margot tomaba clases en el Conservatorio Nacional de Música. A fines de la década, el dueto ya participaba en todos los actos públicos de Curacaví, pueblo donde vivía su madre. Luego, ganó un concurso de la Radio Pacífico de Santiago, lo que impulsó su carrera. En 1944, realizaron su primera grabación para el sello Víctor, con las tonadas Moliendo maíz y Las trenzas de mi huasa. Sus primeros registros fueron un éxito e hicieron giras por todo su país.
Cuando el músico Carlos Isamitt las escuchó cantar, comenzó la labor de enseñanza y orientación. Gracias a él, el dúo fue pionero en el canto y el uso de instrumentos mapuche.
Las Hermanas Loyola llegó al máximo de su fama en 1944, cuando se integró a la antología discográfica Aires tradicionales y folclóricos de Chile, con Carlos Isamitt a la cabeza.
En agosto de 1946, realizaron su primer concierto didáctico y documental de la música tradicional chilena. Luego, en 1949, Margot pasó a ser docente en las Escuelas de temporada de la Universidad de Chile. Por su trabajo como maestra, gracias al cual nacieron grupos como Cuncumén y Millaray, fue dejando de lado paulatinamente su tarea en el dúo que conformaba junto a Estela, hasta que se separaron en 1950. Antes de su desvinculación artística, participaron en el largometraje La hechizada.
En términos políticos, tanto Margot como Estela tuvieron simpatías por la izquierda y en particular por el Partido Comunista, participando en actividades de recolección de fondos.
El poeta cubano Nicolás Guillén declaró:

El canto con contenido social de Las Hermanas Loyola es digno de admiración y compromiso.